# フライ・ハーフ
フライハーフ（fly half、略称FF）は、15人制ラグビー（ラグビーユニオン）において、先発出場の際に背番号10番の選手が担当するポジションである。日本やスコットランドでは「スタンドオフ（stand off、略称SO）」と呼ぶなど、国（ラグビー協会）によって呼び名が異なる（後述）。

## 概要
背番号9番「スクラムハーフ（scrum half）」と合わせて 2人の選手を、「ハーフ団」あるいは「ハーフバックス（half backs）」という。一般的に、スクラムや、モール、ラックからボールを取り出すのがスクラムハーフの役割である。そのスクラムハーフからボールをパスされる最初のポジションが、フライハーフ（スタンドオフ）となる。当然のことながら、戦術的に、その通りにしないことはある。
背番号10番は、一般的に「司令塔」と言われているポジションである。ゴールキックも担当する選手が多く、その場合、チーム内でもっとも得点する機会が多い。
背番号10番の選手と交代して、フライハーフ（スタンドオフ）の位置・役割を行う選手は、他の背番号となる。

## 語源
「フライ・ハーフ」の語源は、1878年にウェールズの首都カーディフで、ハーフバックス（ハーフ団）の1人にショートパスを送り、その選手がボールを持って突進するという戦術が考案されたことによる（現在では、10番の代表的戦術となった）。このハーフバックは「フライングハーフバック（flying half back）」と呼ばれ、やがてフライハーフ（fly half）に短縮された。 

## フライハーフと呼ぶ国（協会）
ワールドラグビーランキングが上位に位置する国（協会）で、10番を「フライハーフ」と呼ぶのは、以下のとおり。比較的、広く使われているポジション名となっている。
- 南アフリカ共和国[5]、ウェールズ[6]、イングランド[7]、フランス[8]、オーストラリア[9]、アメリカ合衆国[10]

## 他の名前で呼ぶ国（協会）
10番を「フライハーフ」以外の名称で呼ぶ国（協会）は、ラグビーの強豪国であったり、すでにその名前が浸透していたり、また、それらの国（協会）が下記のようにさまざまに存在することから、10番の呼び名を世界的に統一しにくい現状がある。

### 日本・スコットランド
日本とスコットランドでは「スタンドオフ（stand off、略号SO）」と呼ぶ。ハーフ団（9番・10番）のうち、スクラムから より離れていることを意味する「stand off half」が語源となる。 

### アイルランド
現在ワールドラグビー本部がある強豪国アイルランドでは「アウトハーフ（out half、略号OH）」と呼ぶ。ハーフ団（9番・10番）のうち、外側（スクラムから より離れている側）に位置しているという意味で、「stand off half」と同義となる。 

### ニュージーランド
強豪国ニュージーランドでは「ファースト・ファイブエイス（first five-eighth、略号FF）」と呼ぶ。「10番と12番」は5列目を意味する「5/8（八分の五）」＝ファイブエイス（five eighth）といい、10番は その1番目であることから。1903年、オールブラックスの初代キャプテン、ジミー・ダンカン（Jimmy Duncan）が、ファイブエイスにおける戦術と共に考案した名称である。 

### フィジー
ラグビーを「国技」としている太平洋諸国の強豪国フィジーでは、ニュージーランド同様に、5列目（10番と12番）のうち、10番を「5列目の1番目」として「ファースト・ファイブ（first five、略号FF）」と呼ぶ。12番は「5列目の2番目」の意味で、セカンド・ファイブ（second five）と呼ぶ。

### イタリア・アルゼンチン・スペイン
英語圏ではないイタリア、アルゼンチン、スペインでは、母国語としてのイタリア語やスペイン語を使って、10番のポジション名を呼ぶ。それら3つの国での綴りは同じで、発音もほぼ同じで「アペルトゥーラ（apertura）」という。この言葉は、もともと「オープニング」「開始」などの意味である。